# Рулла, Лика
Анжели́ка (Ли́ка) Влади́мировна Ру́лла (род. 8 июля 1972, Алма-Ата) — российская актриса и певица, солистка мюзиклов.

## Биография
Родилась 8 июля 1972 года в Алма-Ате в семье актёров, росла в городе Кирове. Родители — Владимир Иванович Рулла (позднее актёр московского ЦДТ) и Маргарита Андреевна Конышева (позднее актриса Кировского областного драматического театра, заслуженная артистка России). В детстве училась в кировской музыкальной школе по классу скрипки. В 1993 году окончила Екатеринбургский государственный театральный институт, после чего переехала в Смоленск. Работала актрисой в местном драматическом театре, где играла в спектаклях «Розенкранц и Гильденстерн мертвы» (Гертруда), «Касатка» (Лариса), «Снегурочка» (Купава), «Кармен» (Кармен), «Петербург» (Софья), «Двенадцатая ночь» (Виола). Помимо работы в театре выступала в ресторане, а также была диджеем на местном отделении радиостанции «Европа Плюс».
В 2001 году, чувствуя неудовлетворённость собой как драматической актрисой, ушла из театра и переехала в Москву. Вскоре после этого прошла кастинг на роль Велмы Келли в мюзикле «Чикаго», после чего переключилась на работу в мюзиклах, среди которых «12 стульев» (Грицацуева; Фима Собак; Мадам Петухова), «Ромео и Джульетта» (леди Монтекки), «We Will Rock You» (Killer Queen), «Маугли» (Багира), «MAMMA MIA!» (Донна; Таня), «Монте-Кристо» (Эрмина), «Зорро» (Инес), «Времена не выбирают» (Мелисса), «Граф Орлов» (Екатерина II), «Голливудская дива» (Глория Миллс). Участие в последнем было высоко оценено критиками и обеспечило актрисе номинации на премии «Золотой софит» (Санкт-Петербург) и «Золотая маска».
Была педагогом по сценической речи на «Фабрике звёзд».
В 2012 году вернулась к исполнению драматических ролей, сыграв Зою Пельц в спектакле МХТ им. А. П. Чехова «Зойкина квартира» (реж. К. Серебренников).
В 2013 году приняла участие в новой версии мюзикла «CHICAGO», исполнив ту же роль, что и десятилетие назад — Велмы Келли. При этом для того, чтобы максимально вжиться в роли, Лика и Анастасия Макеева (исполнительница роли Рокси Харт) провели ночь в государственной тюрьме Филадельфии.
В июле 2014 года участвовала в гастролях мюзикла «Монте-Кристо» в Южной Корее в рамках крупнейшего в Азии 8-го международного фестиваля мюзиклов — Daegu International Musical Festival. Принимала участие и в дальнейших международных и российских гастролях мюзикла.
В 2015 году в Санкт-Петербурге состоялась премьера сольной программы «Монологи о любви», в которую вошли песни и стихи авторов разных жанров и эпох. В 2016 году моноспектакль впервые показали в Москве, в филиале Театра им. Пушкина, а в 2017 году «Монологи о любви» вошли в репертуар Театра «Центр драматургии и режиссуры» (сцена на Соколе).
Осенью 2016 года состоялись сразу три премьеры музыкальных спектаклей: «Гордость и предубеждение» (Миссис Беннет), «Анна Каренина» (Графиня Вронская) и «Золушка» (Мадам). За роль Миссис Беннет номинирована на зрительскую премию «Звезда театрала» в категории «Лучшая женская роль второго плана».
С 2016 года является Художественным руководителем курса «Артист мюзикла» в ГИТИСе.
Замужем. В декабре 2006 года родилась дочь Мария.
По собственному признанию Лики, её любимыми дивами являются Екатерина Вторая, Марлен Дитрих и Далида.
Сестра - Мельник (Рулла) Ирина Сергеевна.

## Творчество

### Мюзиклы
- «CHICAGO» (2002–2003, Московский театр эстрады / 2013–2014, МДМ, театр «Россия» (Stage Entertainment)) — Велма Келли
- «12 стульев» (2003–2004, МДМ) — Грицацуева; Фима Собак; Мадам Петухова
- «Ромео и Джульетта» (2004–2006, Московский театр оперетты) — леди Монтекки
- «We Will Rock You» (2005, Московский театр эстрады) — Killer Queen
- «Маугли» (2005–2013, Московский театр оперетты) — Багира
- «MAMMA MIA!» (2007–2008, МДМ (Stage Entertainment)) — Донна; Таня
- «Монте-Кристо» (с 2008, Московский театр оперетты) — Эрмина
- «Зорро» (2010–2011, МДМ (Stage Entertainment)) — Инес
- «Времена не выбирают» (2012–2014, Московский театр мюзикла) — Мелисса
- «Граф Орлов» (2012–2016, Московский театр оперетты) — Екатерина II
- «Голливудская дива» (2014–2018, Санкт-Петербургский театр музыкальной комедии) — Глория Миллс
- Концерт «Хиты Бродвея и не только…» (с 2014, Санкт-Петербургский театр музыкальной комедии)
- «Анна Каренина» (с 2016, Московский театр оперетты) — графиня Вронская
- «Золушка» (2016–2017, театр «Россия» (Stage Entertainment)) — Мадам (мачеха Золушки)
- «Гордость и предубеждение» (2016–2018, МХТ им. Чехова) — миссис Беннет
- «Всему своё время, или Чудеса за два часа» (2019) — Леди Часы
- «Мой длинноногий деда» (2020, Instagram) — миссис Липпет
- «Куртизанка» (с 2021, Московский театр оперетты) — Паола Франко
- «Между двух миров» (с 2023, Московский театр эстрады («Медиа Группа Первый Еврейский»)) — Фрада
- «Капитанская дочка» (с 2024, Санкт-Петербургский театр музыкальной комедии) — Екатерина II

### Драматические спектакли
- «Розенкранц и Гильденстерн», (Т. Стоппард, Смоленский драматический театр) — Гертруда
- «Касатка», (А. Н. Толстой, Смоленский драматический театр) — Лариса
- «Снегурочка» (А. Н. Островский, Смоленский драматический театр) — Купава
- «Кармен» (П. Мериме, Смоленский драматический театр) — Кармен
- «Петербург» (А. Белый, Смоленский драматический театр) — Софья
- «Двенадцатая ночь» (У. Шекспир, Смоленский драматический театр) — Виола
- «Два в одном» (2004, антреприза, реж. М. Горевой) — Мама
- «Зойкина квартира» (2012—2021, МХТ им. Чехова, реж. К. Серебренников) — Зоя Денисовна Пельц

### Сольные музыкальные программы
- «Лица» (2005)
- «Я» (2015)
- «Монологи о любви» (с 2015, Санкт-Петербургский театр музыкальной комедии / Центр драматургии и режиссуры (Москва))

### Фильмография
- «Евлампия Романова. Следствие ведёт дилетант» («Обед у людоеда», 2004) — Лана (эпизод)
- «Червь» (2006) — эпизод
- «Кабачок «Дежавю» (цикл телепрограмм) — официантка
- «Спецгруппа» («Полный пансион») (сериал, 2007) — Долохова
- «Дневник доктора Зайцевой» (сериал, 2012)
- «Мамочки» (сериал, 2015) — репродуктолог
- «Жизнь только начинается» (мини-сериал, 2015) — Марго
- «Пуанты для плюшки» (мини-сериал, 2015) — диетолог Инга Снегирёва
- «Конец невинности» (сериал, 2021) — Зоя
- «По ту сторону смерти-2» (сериал, 2021) — директор школы
- «Ищейка-6» (сериал, 2022) — Ирина Миронова
- «Министерство Всего Хорошего» (сериал, 2025) — мама Оли

## Достижения, награды, номинации

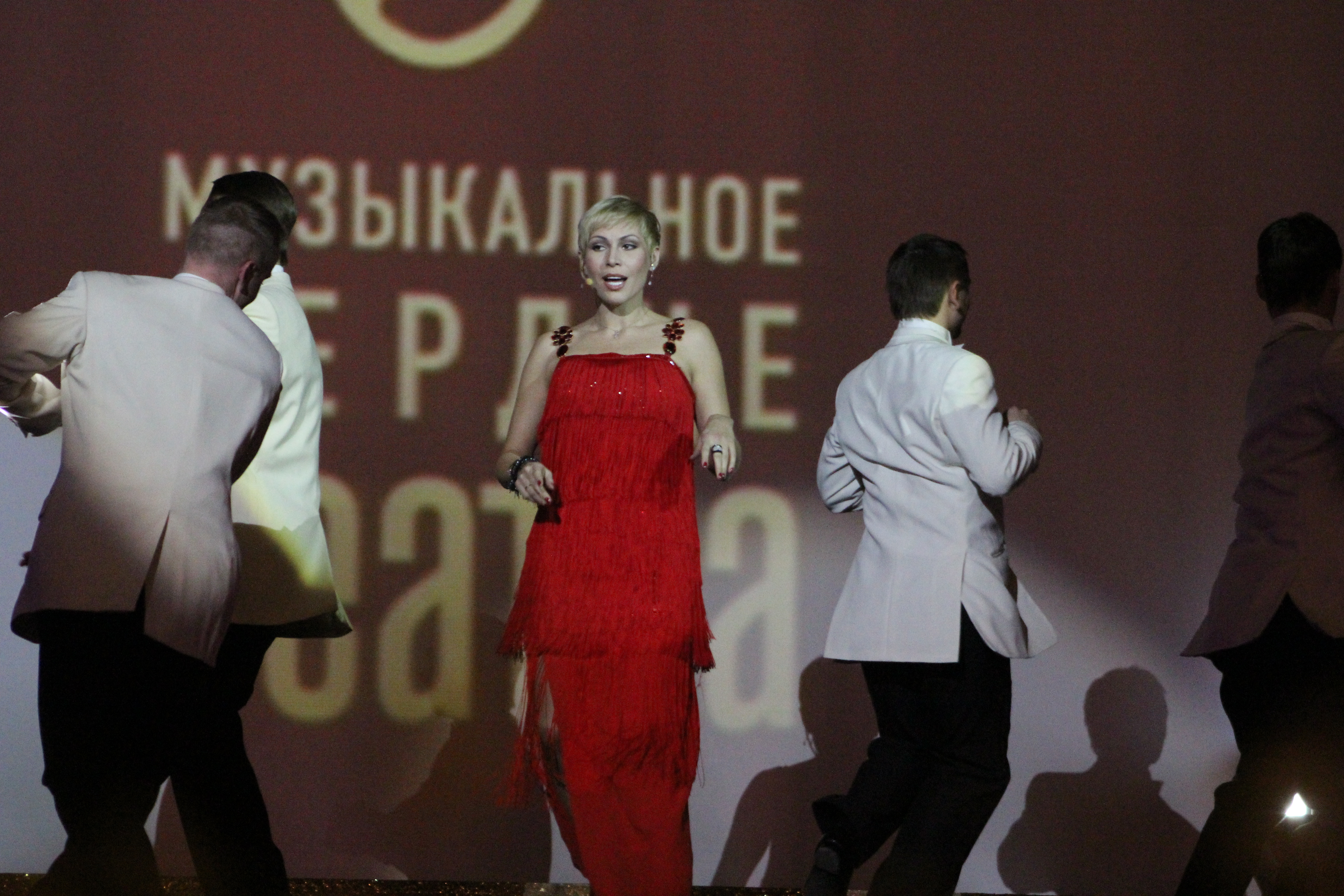
Лика Рулла на церемонии вручения премии «Музыкальное сердце театра», 2012

- Лауреат телевизионного конкурса «Петербургский ангажемент» (1995)[5]
- Победитель конкурса актёрской песни имени Андрея Миронова (1996)[1]
- Номинант национальной премии «Музыкальное сердце театра» в категории «Лучшая исполнительница роли второго плана» за роль Багиры в мюзикле «Маугли» Московского театра оперетты (2007)
- Номинант Высшей театральной премии Санкт-Петербурга «Золотой Софит» в категории «Лучшая женская роль в оперетте и мюзикле» за роль Глории Миллс в спектакле «Голливудская дива» Санкт-Петербургcкого театра музыкальной комедии (2015)[21]
- Номинант театральной премии «Золотая маска» за роль Глории Миллс в спектакле «Голливудская дива» (2016)[22]
- Номинант зрительской премии «Звезда театрала» в категории «Лучшая женская роль второго плана» за роль Миссис Беннет (июнь 2017)
- Лауреат премии имени Анатолия Маренича за исполнительское мастерство и вклад в развитие жанра мюзикла в России (май 2018, Екатеринбург)[23]